# Футболен отбор
Футболният отбор е отбор, участващ в състезания по футбол. Освен самите футболист, отборът включва старши треньор, неговите помощници, лекарски екип и други. По време на футболни мачове, играни по общопризнатите правила, футболният отбор е представен от отбор от 11 играчи: десет полеви и един вратар.
В наши дни собствеността върху успешните футболни отбори често се оказва печеливш бизнес. Повечето сериозни професионални отбори притежават собствен стадион, детско-юношеска школа и тренировъчна база.